# サラフィナ!
『サラフィナ!』（原題：Sarafina!）は、1992年制作のイギリス、フランス、南アフリカ共和国のミュージカル映画。
ブロードウェイでロングラン公演されるなど、世界的にヒットした反アパルトヘイト・ミュージカルの映画化。
実際にヨハネスブルグと黒人居住区ソウェトで撮影が行われた。

## あらすじ
1968年、アパルトヘイト時代の南アフリカ共和国・ヨハネスブルグ。黒人居住区ソウェトに住む17歳の少女サラフィナは学校の人気者であるが、彼女の通う高校にもアパルトヘイト政策は影を落としていた。
そんな中、歴史教師のメアリーからアフリカの本当の歴史と誇りを教えられ、啓蒙されたサラフィナたち生徒は文化祭の出し物として、ネルソン・マンデラを主人公にした創作ミュージカルを上演することを決め、準備を進める。
しかしある日、メアリーが生徒たちに危険思想を植えつけたという理由で警察に連行されてしまう。
生徒たちは授業をボイコットし抗議するが、ついに警官や兵士たちが発砲して多くの生徒たちが倒れていき、サラフィナも…。

## キャスト
- サラフィナ：レレティ・クマロ（英語版）[2]
- メアリー・マソムブカ先生：ウーピー・ゴールドバーグ
- サラフィナの母親：ミリアム・マケバ
- ボンゲニ・ンゲマ（英語版）
- ジョン・カニ（英語版）